# مارک پووینلی
مارک پووینلی (به انگلیسی: Mark Povinelli) (زاده ۹ اوت ۱۹۷۱) بازیگرآمریکایی است.
از فیلم‌های معروف او می‌توان به بازی در فیلم تاریخچه پاون شاپ اشاره کرد.